# Оксокислоти стибію
Оксокислоти стибію (рос. оксокислоты сурьмы, англ. antimony oxyacids) — оксокислоти стибію в його нижчій валентності не відомі, хоча відомі солі стибіти. У вищій валентності (+5) — існують тільки в розчинах (аніон SbO43–), утворюють солі антимонати типу K[Sb(OH)6].